# Патрісія Вуллі
Патрісія Вуллі (англ. Patricia Woolley; 1932) є австралійським зоологом.

## Біографія
Після закінчення університету Західної Австралії в 1955 році, Патрісія Вуллі працювала там як науковий співробітник професора Гаррі Варінга, досліджуючи біологію сумчастих. Її повсякденний інтерес до кволових почався в 1960 році, коли вона переїхала до Канберри, де читала лекції в Австралійському національному університеті й закінчила кандидатську дисертацію у 1966 році. З 1967 по 2000 рік працювала в Університеті Ла Троба в Мельбурн, згодом стала читати й стала доцентом. У цей час вона досліджувала історію життя й розмноження кволових. У 1980-х і 1990-х роках вона здійснила ряд поїздок до Папуа-Нової Гвінеї в пошуках і вивченні кволових. У 1999 році вона стала почесним членом Австралійського товариства ссавців, а в 2001 році була обрана на почесне членство в Американському товаристві теріологів. 

## Вшанування
На честь Патрісії Вуллі названо вид Pseudantechinus woolleyae, який живе в Західній Австралії.